# Łazy (powiat ostrołęcki)

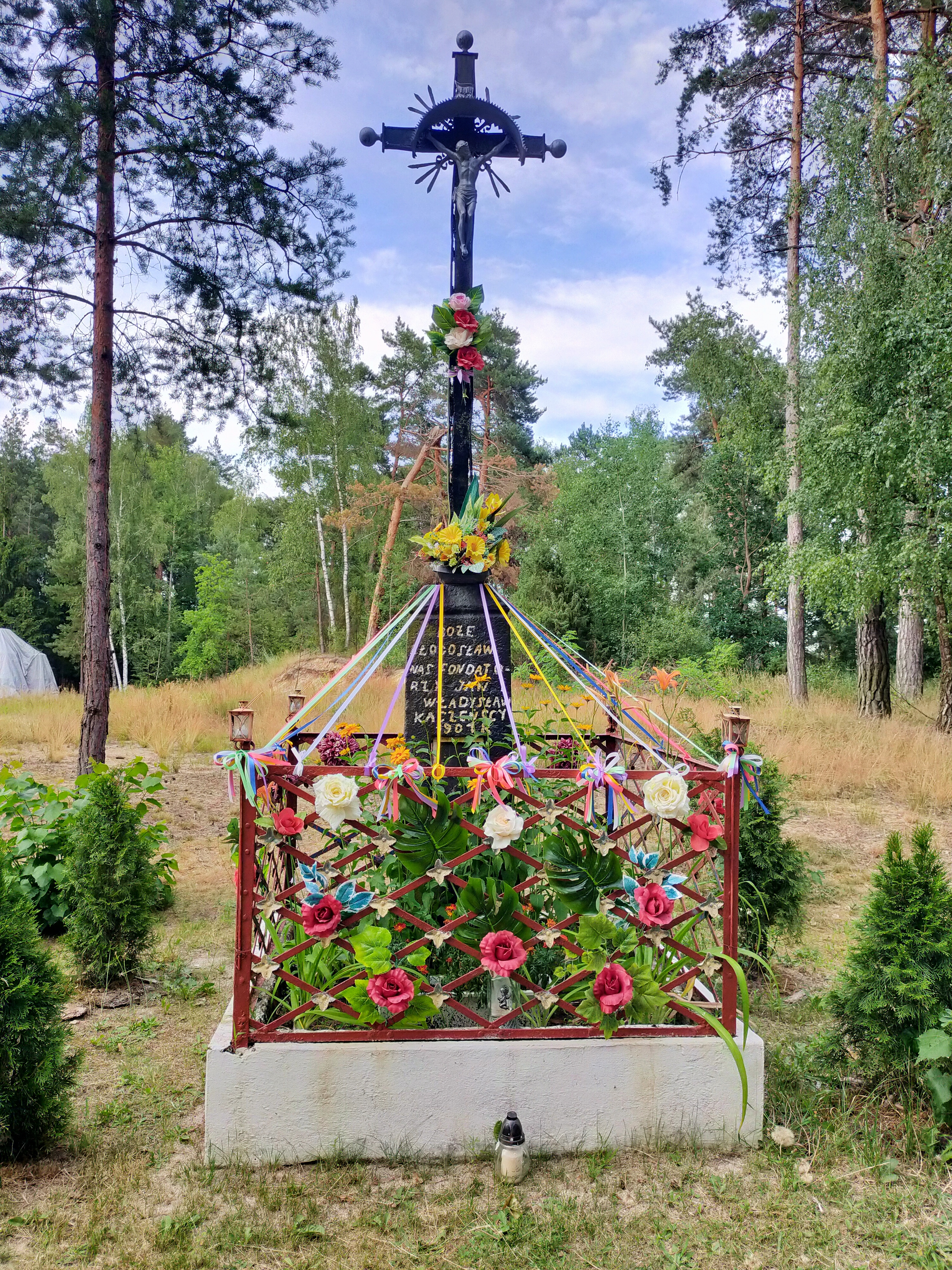
Kapliczka w wiosce Łazy

Łazy – wieś sołecka w Polsce położona w województwie mazowieckim, w powiecie ostrołęckim, w gminie Olszewo-Borki.
| SIMC    | Nazwa   | Rodzaj    |
| ------- | ------- | --------- |
| 0515891 | Batlaki | część wsi |

W latach 1975–1998 miejscowość należała administracyjnie do województwa ostrołęckiego.
Wieś zamieszkiwana jest przez około 400 mieszkańców. We wsi Łazy znajduje się szkoła podstawowa, która jest na skraju bankructwa, spowodowanego głównie niżem demograficznym w Łazach. Przez Łazy przepływa najmniej zanieczyszczona w gminie rzeka Omulew.
Wierni Kościoła rzymskokatolickiego należą do parafii Nawiedzenia Najświętszej Maryi Panny w Ostrołęce.